# Krzysztof Śmigiel
Krzysztof Śmigiel (ur. 6 maja 1974 w Szczecinie) – polski siatkarz, grający na pozycji atakującego w polskim klubie MKS MDK Trzcianka. Zawodnik reprezentacji Polski na Igrzyskach Olimpijskich w Atlancie (1996). W latach 1995–2002 wystąpił w niej 58 razy. W marcu 2010 podpisał jednoroczny kontrakt z klubem MKS MDK Trzcianka.

## Życie prywatne
Krzysztof Śmigiel ożenił się z Jolantą (z domu Famuła). Aktualnie mają dwóch synów. Krzysztof prowadził szkółkę siatkarską w Gorzowie Wielkopolskim do 2009 roku. Obowiązki przejął po nim Krzysztof Łazowski.